# Hartsville (Tennessee)
Hartsville ist eine US-amerikanische Stadt in Tennessee. Sie bildet den Verwaltungssitz des Trousdale County und ist nach einer Zusammenlegung der Stadt- und Countyverwaltung mit dem Troudsdale County identisch. Zum Zeitpunkt des United States Census 2020 hatte die Stadt 11.615 Einwohner.

## Geschichte
Die ersten euro-amerikanischen Siedler kamen 1797 auf dem Gebiet des heutigen Hartsville an, als sich die Familie von James Hart am Westufer des West Fork of Goose Creek und die Familie von Charles Donoho am Ostufer des Baches niederließen. Donoho errichtete kurz darauf eine Mühle, und die Stadt wurde zunächst als Donoho's Mill bekannt. James Hart gründete einige Meilen südlich am Cumberland River Hart’s Ferry und erwarb im Jahr 1800 den Besitz von Donoho. Hartsville wurde im Jahr 1817 offiziell als Stadt anerkannt. Donoho’s Mill am Ostufer des Cumberland River war unter dem Namen „Damascus“ bekannt geworden, wurde aber 1840 mit Hartsville zusammengelegt, als Hartsville offiziell entstand.

## Demografie
Nach einer Schätzung von 2019 leben in Hartsville 11.615 Menschen. Die Bevölkerung teilte sich im selben Jahr auf in 84,9 % Weiße, 10,2 % Afroamerikaner, 0,5 % amerikanische Ureinwohner, 0,2 % Asiaten und 3,8 % mit zwei oder mehr Ethnizitäten. Hispanics oder Latinos aller Ethnien machten 1,1 % der Bevölkerung aus. Das mittlere Haushaltseinkommen lag bei 56.321 US-Dollar und die Armutsquote bei 10,2 %.